# Alfredo Araújo Castro
Santander Alfredo Araújo Castro es un político y empresario colombiano, exgobernador encargado del departamento del Cesar y Jefe de Relaciones Públicas de la multinacional estadounidense Drummond en Colombia para los departamentos de Cesar y Magdalena.

## Familia
Alfredo nació en el hogar de Alfredo Araújo Noguera y María Teresa Castro. Sus hermanos son Hernán Araujo Castro (presidente del Fondo Ganadero del Cesar), José Guillermo, Armando, Jaime,  Blanca Isabel, Alba Luz, María Elvira, Margarita Leonor y Carlos Alfonso Araújo Castro.
Es nieto de Santander Araújo y Blanca Noguera.
Contrajo matrimonio con María Victoria Ariza, exgerente del Banco Ganadero en Valledupar que estuvo involucrada en un desfalco bancario por COP$2.000 millones de pesos. De esta unión nacieron Juan Pablo y Andrés Alfredo Araújo Ariza. Andrés Alfredo sirvió como secretario privado de la fiscal general Viviane Morales.
Alfredo Araújo Castro es sobrino de Álvaro Araújo Noguera y Consuelo Araújo Noguera. Es primo hermano de Sergio, Álvaro, María Consuelo Araújo Castro, Jaime Araújo Rentería y Hernando Molina Araújo.

## Trayectoria

### Gobernador del Cesar
Araújo Castro fue nombrado por el presidente Virgilio Barco como gobernador encargado del departamento del Cesar en representación del Partido Liberal. Araújo gobernó el departamentoo entre el 7 de febrero de 1989 y el 13 de abril de 1989.

### Investigaciones por paramilitarismo
El 25 de mayo de 2015, Araújo Castro fue capturado en Valledupar por órdenes de la Unidad de Derechos Humanos de la Fiscalía General de la Nación en relación con su presunta participación en el asesinato de dos sindicalistas. Araújo había sido investigado por el mismo caso por entes judiciales en Colombia y Estados Unidos, como parte de la investigación que llevan a cabo por las presuntas relaciones entre la multinacional Drummond y grupos paramilitares. Los abogados de Araújo alegaron que la investigación en contra de su cliente ya había sido archivada.
El asesinato en cuestión fue perpetrado por un grupo de paramilitares del Bloque Norte de las Autodefensas Unidas de Colombia (AUC) el 12 de marzo del 2001 en la vereda 'Casa de Zinc', municipio de El Paso (Cesar). Los paramilitares interceptaron un bus en el que iban los sindicalistas de Drummond Locarno Rodríguez y Orcasita Amaya, presidente y vicepresidente de Sintramienergética. Los paramilitares asesinaron a los dos sindicalistas, al parecer por haber presentado quejas contra un empresa contratista de Drummond por la mala calidad de alimentos que proveía a los trabajadores mineros. La empresa ISA que proveía los alimentos era propiedad del contratista Jaime Blanco Maya. En la investigación fueron condenados el jefe paramilitar alias 'Jorge 40', Jairo de Jesús Charris Castro, alias de 'El Viejo Miguel', y Jaime Blanco Maya.
Araújo fue trasladado al comando de la Policía Cesar en Valledupar y luego trasladado al Palacio de Justicia de Valledupar donde fue escuchado en indagatoria.
El 29 de mayo de 2015, Araújo fue dejado en libertad.